# 中国人民解放军第九军
中国人民解放军第九军，是中国人民解放军曾经的一个军。其前身为中华民国陆军整编第四十二师，于河西战役后宣布加入中国人民解放军。

## 沿革

### 国军时期
1939年8月，国民政府为加强西北地区的军事力量，在兰州以第191、第48师和第7预备师等部合编组成国民革命军第四十二军，隶属第8战区。杨德亮任军长，张坤生任副军长，下辖：
- 第48师，罗列任师长
- 第191师，杨德亮兼任师长
- 第7预备师，严明任师长。

该军组成后，主要驻守在陕甘宁边区担任黄河沿岸的防御任务。1943年，国民革命军进行部分部队编制调整，该军第48师奉命改隶国民政府军事委员会直辖，另外新建第41师，隶属该军编制序列。1944年4月，第42军改隶国民革命军第二十九集团军。1945年调整建制，第42军第191师改隶第91军，新编第41师改隶国民革命军暂编第五军，另将第91军暂编第58师改隶该军。此时，该军下辖：
- 第128师，柳正欣任师长（第8战区撤消时，将战区直辖之第128师改隶该军）
- 暂编第58师，叶成任师长
- 第7预备师，李禹祥任师长。

此次整编后，该军奉命由甘肃河西走廊进驻新疆哈密，改隶新疆警备总司令部。。
1946年6月，张治中代表国民政府与新疆伊犁、塔城、阿尔泰三区代表达成协议，改组新疆省政府，该军军长杨德亮调任西北行营参谋长兼陇东指挥所主任，赵锡光任第42军军长。1948年春，该军改编为中华民国陆军整编第四十二师，赵锡光任师长，原下辖部队改编为整编第65、整编第128、整编第201旅。整编第128、整编第201旅均系新扩建的部队。该军此次整编后，隶属西北军政长官公署，驻新疆迪化（今乌鲁木齐）担任守备任务。同年9月，第201旅番号撤消。

### 解放军时期
1949年9月，第一野战军第1、第2兵团在河西战役结束后，于酒泉、玉门、安西、敦煌地区集结后向新疆进军。月25日，陶峙岳领衔驻新疆国军将领，联名向毛泽东、朱德、彭德怀和中国人民革命军事委员会发表起义通电。整编第42师参加了由新疆警备总司令陶峙岳领导的新疆“九二五”起义，接受解放军改编。
12月29日，遵照中央人民政府人民革命军事委员会的决定，新疆起义的整编第42师在南疆改编为中国人民解放军第九军，隶属第22兵团建制。赵锡光任中国人民解放军第22兵团副司令员兼第9军军长，张仲瀚任军政治委员，王根僧任第一副军长，陈德法任第二副军长，辖第25、第26、第27师。改编后，部队即投入戍边、整训和参加生产。1952年4月，第9军军部与第22兵团兵团部合并，由第22兵团兵团部兼第9军军部。11月，第9军番号撤销。1953年5月，原第9军的3个师依次改编为农业建设第7、第8、第9师。

## 编制
1952年撤编前，第九军下辖：
- 第二十五师
- 第二十六师
- 第二十七师